# Паган
Пага́н (или Баган, бирм. ပုဂံ, кья-вар. Pjaa Gjan) — древняя столица одноимённого царства на территории современной Мьянмы. Город находится на сухом плато вдоль восточного берега реки Иравади, 145 км к юго-западу от Мандалая, недалеко от города Чаук в округе Магуэй. В настоящее время на месте древнего города находится археологическая зона с тысячами пагод, храмов, ступ, монастырей. Эта зона является главной достопримечательностью для нарождающейся индустрии туризма Мьянмы.
C 2019 года входит в список Всемирного наследия ЮНЕСКО.

## Город Паган
Город Паган как таковой не существует — есть только аэропорт Баган, несколько деревень (Ньяун У, Ве-чжи Ин, Мьинкаба, Старый Баган) вокруг и внутри огромной археологической (а точнее охранной) зоны с разбросанными тысячами больших и маленьких ступ и пагод. Наиболее значимые ступы — такие как Швезигон и Локананда Чаун, хранящие зубы Будды, — покрыты золотом. Большинство пагод состоят из красного кирпича и белого камня и не покрыты золотом. Местами между храмами — выжженная пустыня, местами — одиноко стоящие пальмы, местами — зелёные заросли.
По своему назначению выделяются храмы — обычно симметричной формы с четырьмя алтарями и статуями будды в каждом направлении горизонта, ступы со святыми реликвиями и пещеры (губьяучжи) — храмы с лабиринтом коридоров, разрисованных фресками. Более старые фрески двухцветны, поздние фрески многоцветны.
Один из храмов — построенный пленным монским царем Манухой, в котором в узком помещении сидят и лежат сдавленные и сжатые со всех сторон Будды — так хотел царь Мануха выразить своё отношение к плену.
Третий король Пагана, Алаунситху, построил храм с нишами для медитации и с видом на другие храмы.

## История
Руины Пагана занимают площадь около 104 км². На этой территории было построено более 10 000 религиозных памятников (примерно 1000 ступ, 10 000 небольших храмов и 3000 монастырей).
Большинство сооружений было построено в период XI—XIII веков, когда Паган был столицей династийного царства. Король Пьинбья в 874 году перенёс в Паган столицу. Но переносы столицы в бирманской истории случались нередко, и король Аноратха перенёс столицу в другой город. В 1057 король Аноратха овладел столицей монского царства, городом Татон, и конфисковал палийские рукописи, увёл буддийских монахов, художников и ремесленников, чтобы превратить Паган в культурный центр буддизма в Мьянме. Он утвердил учение буддизма Тхеравады в качестве государственной религии и послал духовную миссию в Шри-Ланку, откуда прибыли монахи и помогли ему завершить обращение всей страны в Тхераваду. Паган стал центром науки, религии и культуры, одним из крупнейших городов мира. Город привлекал монахов и студентов из Индии, Шри-Ланки и Кхмерской империи.
В 1287 царство, отказавшись платить дань, было занято монголами в результате того, как империя Юань совершила несколько вторжений в Паган. Недавние исследования показывают, что монгольские армии, возможно, не достигли самого Пагана, и что даже если бы они это сделали, нанесённый ими ущерб был, вероятно, минимальным. Тем не менее ущерб уже был нанесён. Город, в котором когда-то проживали от 50 000 до 200 000 человек, превратился в маленький городок. Город формально перестал быть столицей Мьянмы в декабре 1297 года, когда королевство Мьинсайн стало править в Верхней Бирме.
В XV веке в Паган всё ещё жили люди, и он был местом паломничества на протяжении всего имперского периода. Небольшое количество «новых и впечатляющих» религиозных памятников все ещё сохранилось до середины XV века, но после этого строительство новых храмов замедлилось до минимума. Между XV и XX веками было построено менее 200 храмов. Старая столица осталась местом паломничества, но паломничество было сосредоточено только на наиболее известных храмов таких, как Ананда, в Шведагон, Суламани, Тхиломинло, Даммаязика и нескольких других храмов вдоль древней дороги. Остальные — тысячи менее известных храмов — пришли в упадок, и большинство из них не выдержало испытание временем.
| Имя              | положение                  | годы правления | Комментарии                                                                                |
| ---------------- | -------------------------- | -------------- | ------------------------------------------------------------------------------------------ |
| Тхамударит       |                            | 107—152        | основатель династии и государства Паган*                                                   |
| Пьинбья          | сын Кхелу                  | 846—876        | перенёс столицу из Тампавади в Паган в 849                                                 |
| Таннет           | сын Пьинбья                | 876—904        |                                                                                            |
| Сале Некве       | потомок короля Тингаязы    | 904—934        | Убил короля Таннета и захватил трон                                                        |
| Тейнко           | сын                        | 934—956        |                                                                                            |
| Ньяунг-у Сорахан | фермер, «огуречный король» | 956—1001       | по легенде убил Тейнко из-за украденного огурца, свергнут Кунсо Чаунпью, умер в 1001       |
| Кунсо Чаунпью    | сын Таннета                | 1001 — 1021    | женился на беременных жёнах 77-летнего (?) предшественника, у них родились Куисо и Соукатэ |
| Куисо            | сын Ньяунг-у Сорахана      | 1021—1038      | сверг Кунсо Чаунпью, который стал монахом                                                  |
| Соукатэ          | брат                       | 1038 — 1044    |                                                                                            |
| Аноратха         | Сын Кунсо Чаунпью          | 1044—1077      | убил Соукатэ на поединке, подчинив монов, основал империю                                  |
| Солу             | Сын                        | 1077—1084      | взят в плен восставшими монами и через год убит                                            |
| Чанзитха         | Брат                       | 1084—1113      | подавил монов, восстановил империю                                                         |
| Алаунситху       | Внук                       | 1113—1167      | 1113—1160 (?), задушен Наратху                                                             |
| Наратху          | Сын                        | 1167—1170      | 1160—1165(?), убит заговорщиками                                                           |
| Наратхейнкха     | Сын                        | 1170—1173      | убит по приказу Нарапатиситху                                                              |
| Нарапатиситху    | Брат                       | 1174—1211      | при нём Паган достиг расцвета                                                              |
| Тхиломинло       | Сын                        | 1211—1234      | начался упадок Пагана                                                                      |
| Чозва            | Сын                        | 1234—1250      | продолжение упадка Пагана                                                                  |
| Узана            | Сын                        | 1250—1255      | погиб во время охоты на слонов                                                             |
| Наратихапате     | Сын                        | 1256—1287      | вторжения монголов в 1277, 1283 и 1287, убит одним из сыновей                              |
| Чозво            | Сын                        | 1287—1298      | признал власть монголов в 1298, свергнут братьями и убит, распадение Пагана                |
| Сохнит           | Сын                        | 1298—1325      | Вторжение монголов в 1300—1301                                                             |
| Сомуннит         | Сын                        | 1325—1369      |                                                                                            |

*Хотя историческим основателем Пагана считается Аноратха, традиция приписывает основание Пагана королюТхамудариту (Хроника Стеклянного дворца). Он возглавлял беженцев из охваченного гражданской войной государства Шрикшетра, осевших в районе современного Пагана, и стал главой небольшого княжества.